# Боденкірхен
Боденкірхен (нім. Bodenkirchen) — громада в Німеччині, знаходиться в землі Баварія. Підпорядковується адміністративному округу Нижня Баварія. Входить до складу району Ландсгут.
Площа — 62,00 км2. Населення становить 5400 ос. (станом на 31 грудня 2020).